# 斯蒂芬·拉布
斯蒂芬·康拉德·拉布（1966年10月20日—）是一名德国喜剧演员、音乐家和前电视主持人。 斯蒂芬·拉布的演艺生涯始始于他1993年主持喜剧节目“Vivasion”。1994年，他因创作了一部前德国国家足球教练贝尔蒂·福格茨的作品走红。从1999年到2015年，他曾主持深夜喜剧节目，还开创了许多其他电视节目，例如Schlag den Raab和Bundesvision Song Contest。在2010年代初期，Raab被认为是“德国娱乐电视界最有力量的人”。
斯蒂芬·拉布还因自1998年开始担任欧洲电视网歌曲大赛德国作品的制作人、作家和表演者而获得多项荣誉。其中以一首“Wadde hadde dudde da?”代表德国参加2000年欧洲歌唱大赛，并获得第五名的成绩。此外他是全国预选节目我们的奥斯陆之星（Unser StarfürOslo）的发起人。德国在2010年欧洲歌唱大赛中的获胜作品即通过该节目选出。